# ヒヌフ語
ヒヌフ語（ гьинузас мец 、Hinukh、Hinuq、Hinux）またはギヌフ語（Ginukh、Ginux）は、北東コーカサス語族（英: Northeast Caucasian）のツェズ諸語（英: Tsezic）に属す無文字言語である。ダゲスタン山地のヒヌフ村に暮らすヒヌフ人により用いられるが、2002年度の国勢調査では話者は548人、2010年度国勢調査では民族人口440人に対し、話し手は5人のみとされている。無文字言語であることから、ヒヌフ村の全ての人がこの言語を話すわけではなく、また書記用の言語としてはヒヌフ語と同じ北東コーカサス語族に属するアヴァル語が使われている。話し手たちはロシア語も用いる。